# Dějiny Íránu

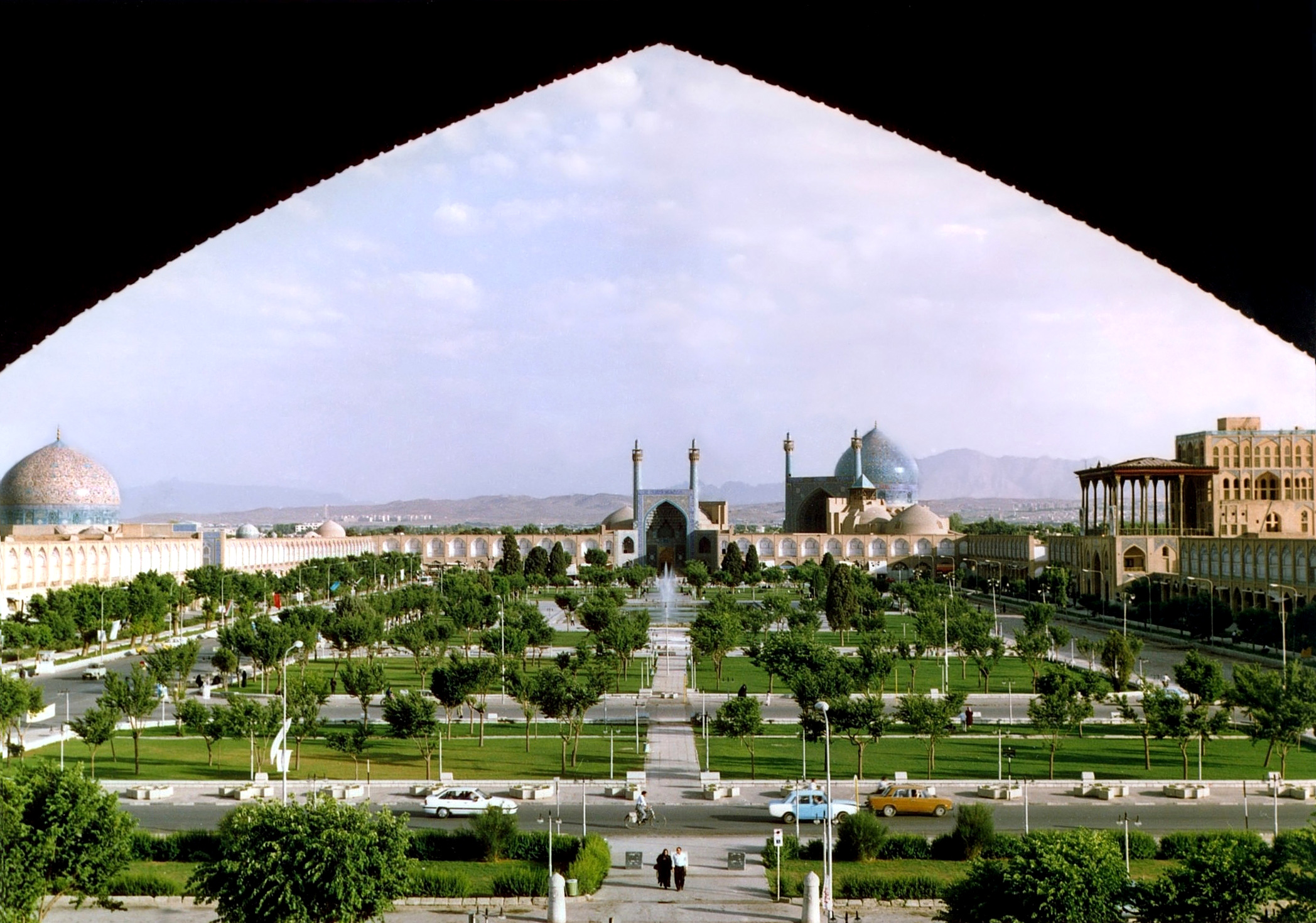
Náměstí v Isfahánu

Dějiny Íránu sahají více než pět tisíc let do minulosti a zahrnují území, jež je mnohem rozsáhlejší nežli současná Íránská islámská republika, vzniklá v roce 1979. Je to dáno tím, že Peršané – kulturně i politicky dominantní etnikum Íránu – v různých dobách ovládali i teritorium dnešního Iráku, Turecka, Sýrie, Arménie, Gruzie, Ázerbájdžánu, Afghánistánu, Turkmenistánu a Pákistánu.

## Nejstarší doba

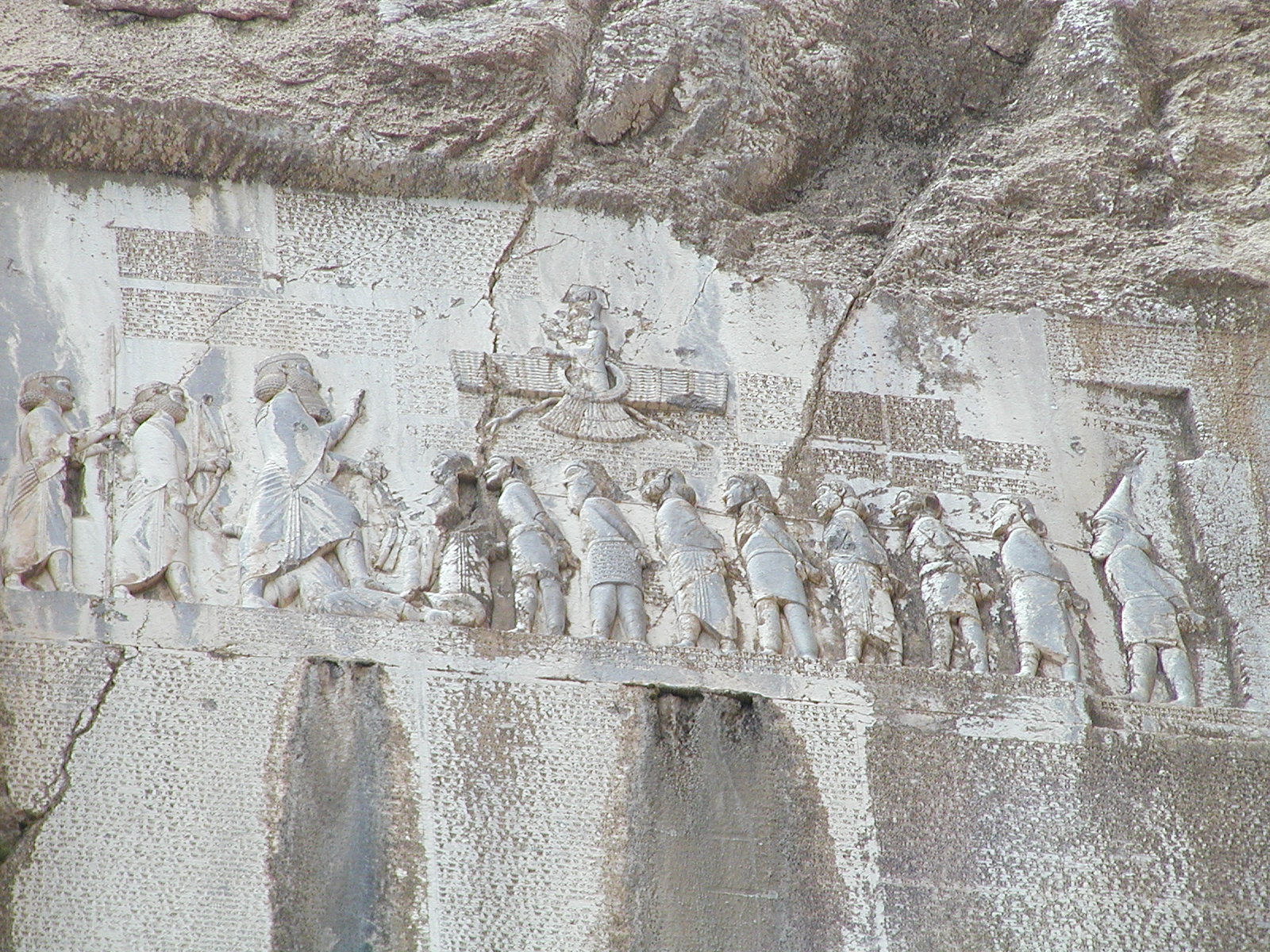
Behistunský nápis perského krále Dareia I.

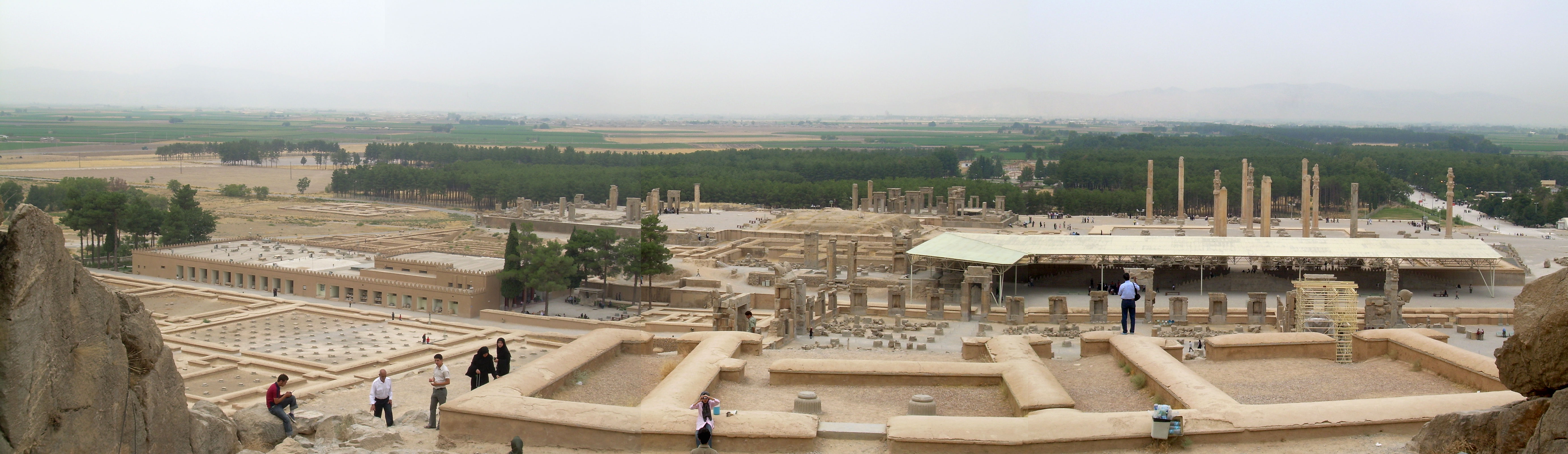
Panorama Persepole

Írán je osídlen lidmi již od dob prehistorických. Ve 4. tisíciletí př. n. l. sem přišli první Indoevropané, nazývající se stejně jako jejich příbuzní v Indii Árijci (Arijánám). Jejich původ je nejasný, zřejmě migrovali odněkud ze severu, na tom se shoduje většina badatelů. Už koncem téhož tisíciletí lze hovořit o rozvoji městské civilizace, jejíž vznik umožnilo intenzivní zemědělství a usedlý způsob života místní populace.
První říší na íránské půdě byl stát Elamitů, existující v oblasti dnešního Chúzistánu téměř dva tisíce let (cca 2600–640 př. n. l.). Jeho vladaři se nazývali králi Anšanu a Sús a ve své době patřili k obávaným válečníkům, jak o tom svědčí četné doklady z Mezopotámie. Jejich říši nakonec vyvrátili v 7. století př. n. l. Asyřané.
Zhruba od doby kolem roku 1250 př. n. l. přicházeli do Íránu noví indoevropští osídlenci, kteří zásadně změnili dosavadní strukturu obyvatelstva. Patřili k nim zejména Médové (Máda), doložení již kolem roku 900 př. n. l., a Peršané (Pársa), žijící původně poblíž Urmijského jezera.

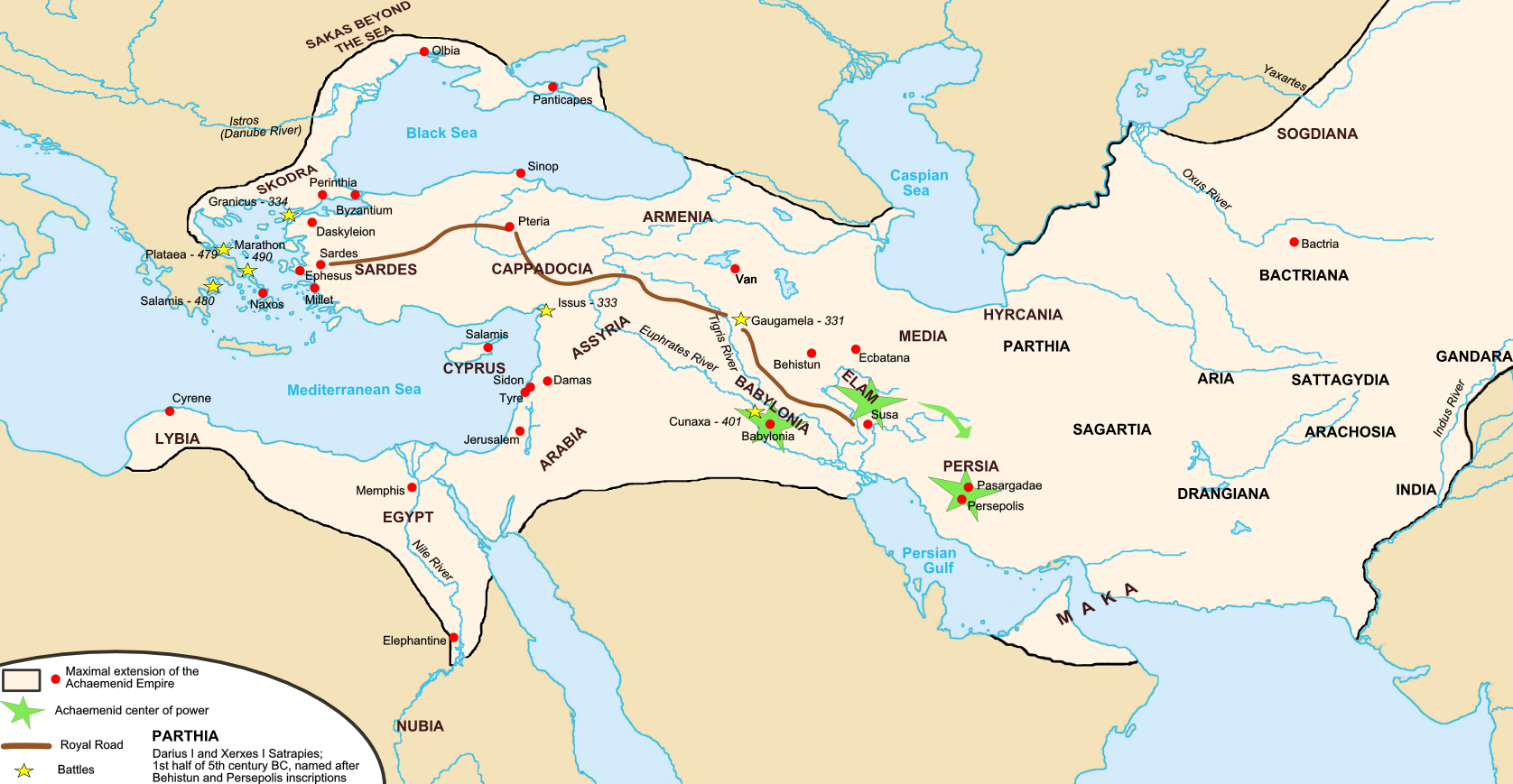
Achaimenovská říše v době svého největšího rozsahu

Médská říše byla první íránskou velmocí. Zformovala se v 7. století př. n. l., postupně ovládla celý prostor dnešního Íránu včetně kmenového území Peršanů (Persidy) a mezi lety 612–609 př. n. l. vyvrátila ve spojení s babylonskými Chaldejci novoasyrskou říši. V letech 550/549 př. n. l. však Médy porazil jejich vazal, perský král Kýros II. (559–530 př. n. l.), který se stal zakladatelem nového mocného soustátí – achaimenovské říše – zahrnujícího též Babylonii a Malou Asii.
Stará perská říše, k níž po smrti Kýra II. přibyly ještě Egypt, kraje v dnešním Pákistánu a předpolí v Evropě (Thrákie), byla největším státem, jaký na Předním východě dosud vznikl. Achaimenovští králové ji spravovali z různých rezidencí, ležících na území dnešního Íránu – ze Sus, Pasargad a Persepole. Byla vytvořena rozsáhlá síť komunikací (nejznámější je „královská cesta“ spojující lýdské Sardy se Susami), byrokratický aparát a správní struktury (satrapie). Úředním jazykem se stala aramejština, oficiální nápisy však bývaly psány na prvním místě staropersky. Pokud jde o vojenství, většinu velitelských funkcí měli v rukou Íránci, ale například v námořnictvu se uplatňovali i Féničané a Řekové. Nejvýznamnější jednotkou byli tzv. Nesmrtelní, tvořící osobní gardu achaimenovských králů. Z náboženského hlediska si Peršané počínali velmi tolerantně, podrobeným etnikům nebyla nikdy vnucována jiná víra a ústředí dokonce podporovalo lokální kulty. Od dob Dareia I. (522–486 př. n. l.) se v říši razily i mince (tzv. dareiky), což napomáhalo rozvoji obchodu.

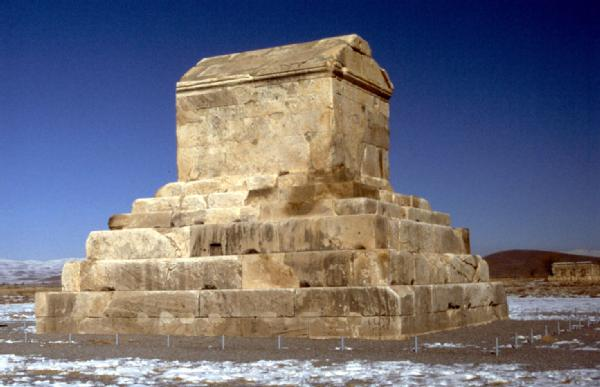
Pomník obecně považovaný za hrobku Kýra II.
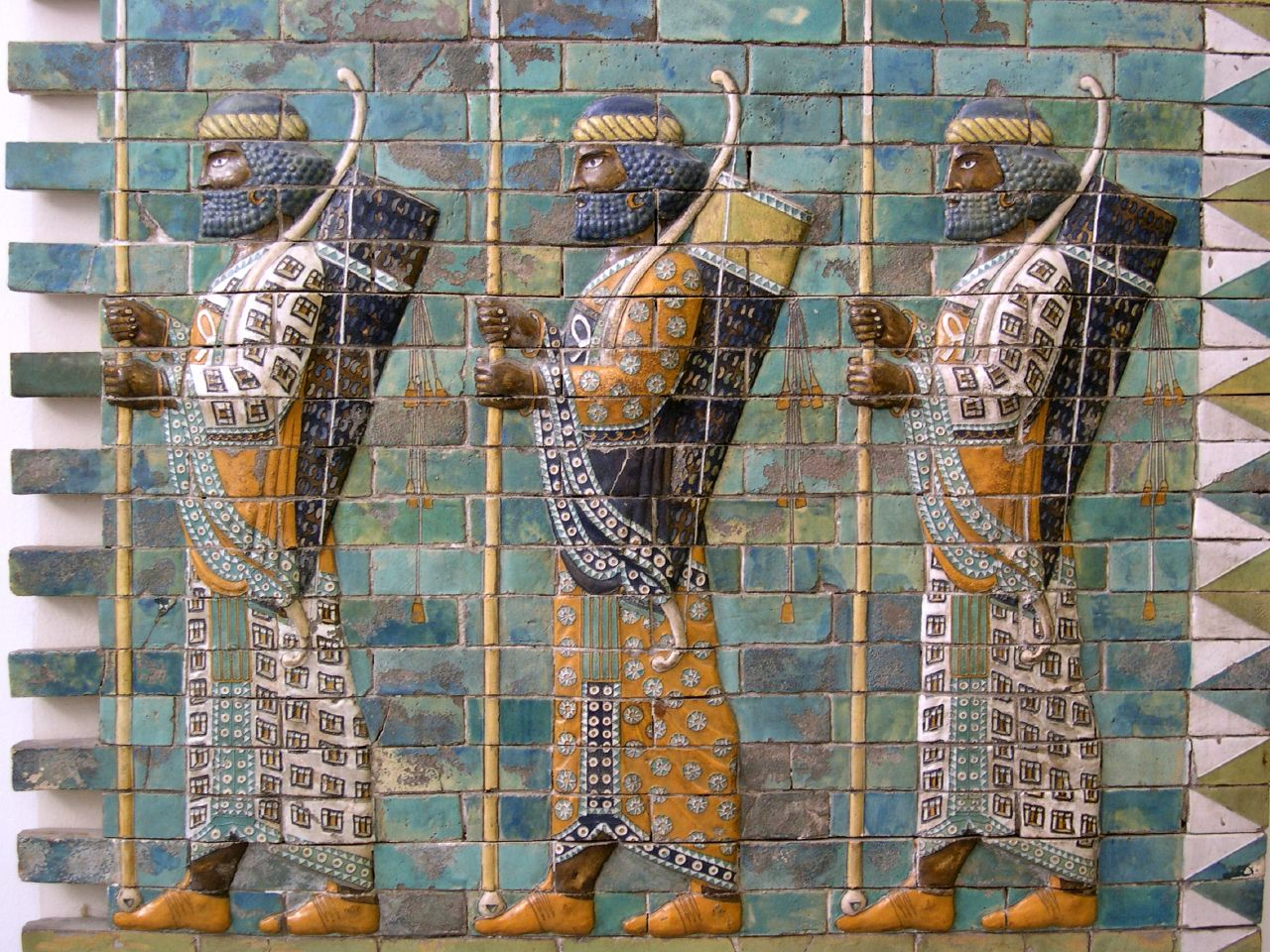
Nesmrtelní v Dareiově paláci v Súsách.
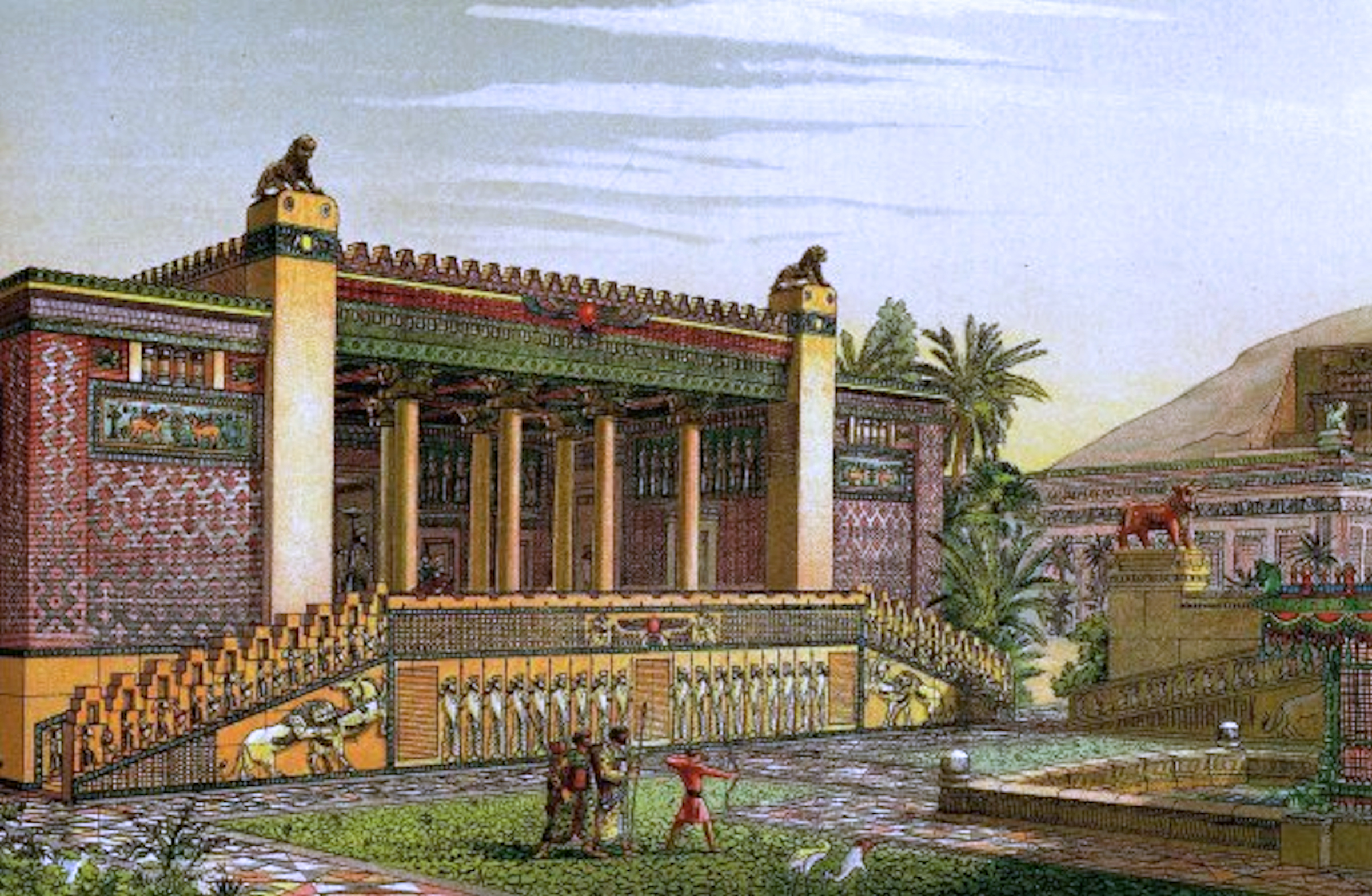
Stará rekonstrukce Dareiova paláce ve městě Persepolis.
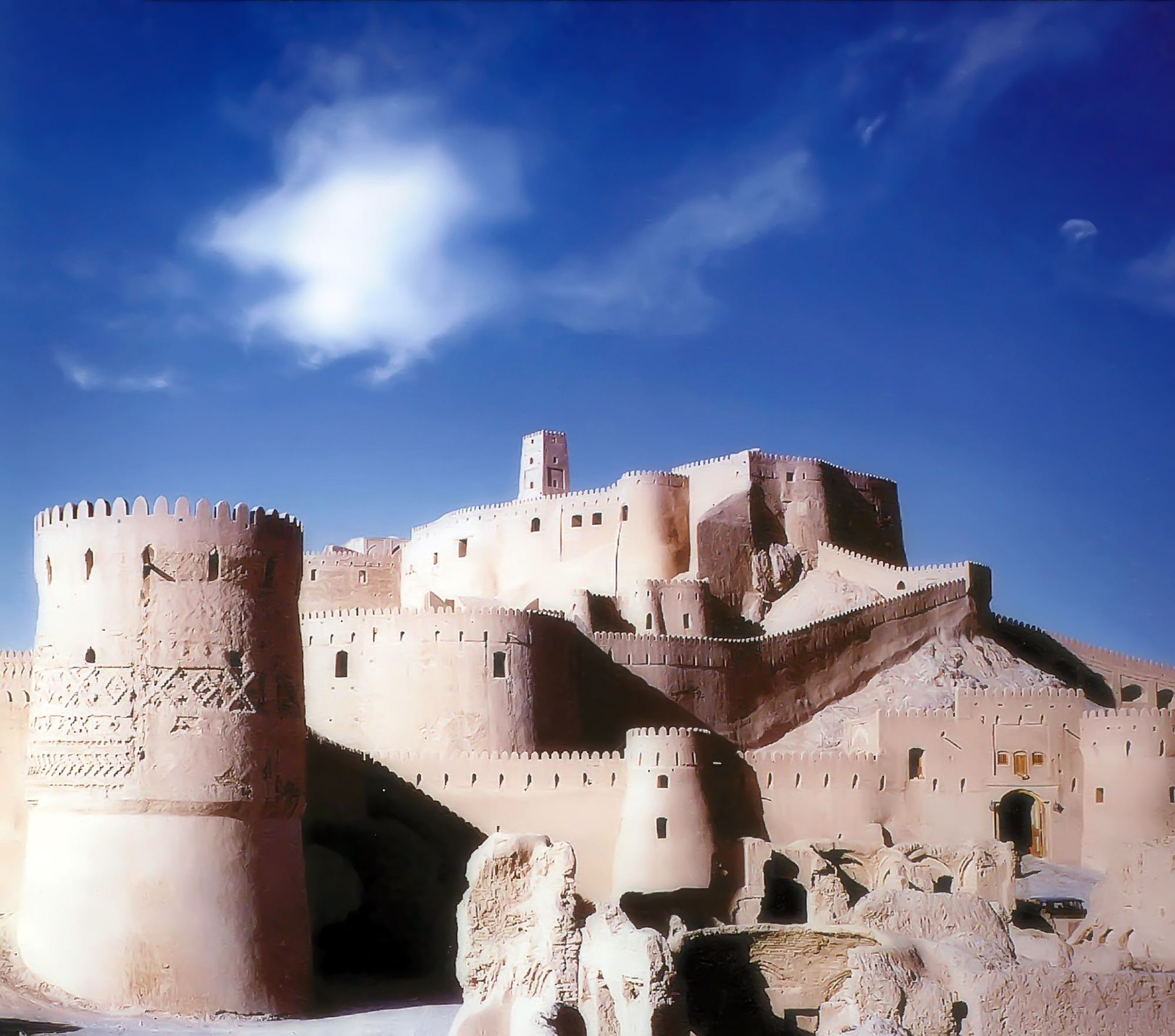
Pevnost Arg-e Bám postavená před rokem 500 př. n. l.

Zahraničněpoliticky představoval pro říši největší problém dlouholetý konflikt s řeckými městskými státy, pro nějž vžil název řecko-perské války. Peršané v jeho průběhu utrpěli řadu porážek (bitvy u Marathónu, Salamíny a Platají), nakonec však těžili z řecké nejednotnosti a dokázali situaci na svých západních hranicích stabilizovat. Také periodicky se opakující vzpoury v Egyptě a Babylonii vyžadovaly po králích stálé intervence, a Egypt se dokonce na jistou dobu zcela osamostatnil. Navzdory těmto faktorům neměla perská říše až do vzniku makedonské velmoci vážnějšího konkurenta.
Alexandr Makedonský, patrně největší dobyvatel starověku, ovládl Persii v letech 331–330 př. n. l., přičemž zničil její sídelní město Persepolis. Jeho vláda započala vnějškovou helenizaci íránských krajů, jinak se ale vyznačovala tolerancí k starobylé místní kultuře a zvykům. Po Alexandrovi získali východní satrapie jeho říše makedonští Seleukovci, kteří však sídlili daleko na západě a jejich vliv postupně slábl. Kolem roku 150 př. n. l. je vystřídali opět vládcové íránského původu – parthští králové z dynastie Arsakovců (cca 250 př. n. l.–224 n. l.), původně náčelníci nomádských Parnů (Aparnů).

## Parthská říše

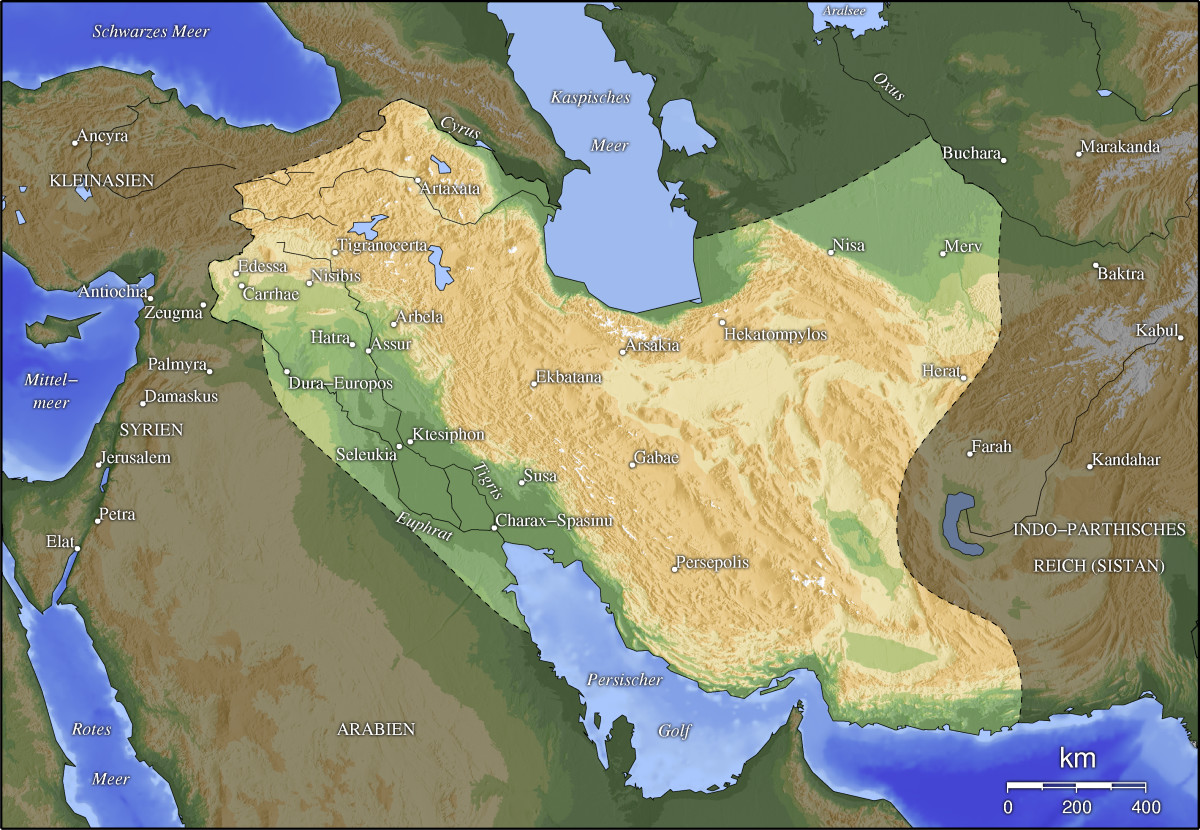
Parthská říše

Říše vytvořená Parthy vznikla na rozdíl od své achaimenovské předchůdkyně postupně, v průběhu zhruba sto let, a její jádro se zprvu nacházelo na periferii íránského světa, nikoli v jeho středu. Tyto faktory měly za následek, že parthský stát nedosáhl nikdy takového stupně centralizace jako stará perská říše a že v něm dlouho přežívaly kočovnické tradice původních Parnů. Teprve po polovině 2. století př. n. l. upevnili arsakovští králové svou moc natolik, že se mohli plně přihlásit k achaimenovskému dědictví a spatřovat v sobě nástupce starých vládců Persie. Vnějškově se to projevilo přijetím médsko-perského titulu král králů, který v íránském prostředí znamenal totéž, co později císař na západě. Hlavním městem Parthů se stal od dob Mithradata I. Ktésifón na Tigridu.
Parthská monarchie vedla v průběhu své existence řadu válek, žádné z nich však nedosáhly takového ohlasu jako války s římskou říší. Je to dáno nejen tím, že šlo o konflikty, jimž z pochopitelných důvodů věnovali pozornost soudobí řecko-římští kronikáři, ale také proto, že římská říše byla jediným opravdovým protihráčem Parthů. Boje mezi oběma velmocemi byly v 1. století př. n. l. v podstatě nerozhodné, od 1. století n. l. se však stále více uplatňovala římská převaha a po roce 100 n. l. císařské legie zcela triumfovaly – do konce století bylo parthské hlavní město Ktésifón celkem třikrát Římany dobyto.
Vyčerpávající války s Římem, dynastické rozbroje a vnitřní heterogennost parthského státu způsobily v prvních desetiletích 3. století pád arsakovské královské dynastie a její nahrazení lokálním rodem z Persidy, Sásánovci. Nastala éra novoperské říše (224–651), v jejímž průběhu měli hrát roli nejdůležitějšího etnika v Íránu opět Peršané.

## Sásánovská říše

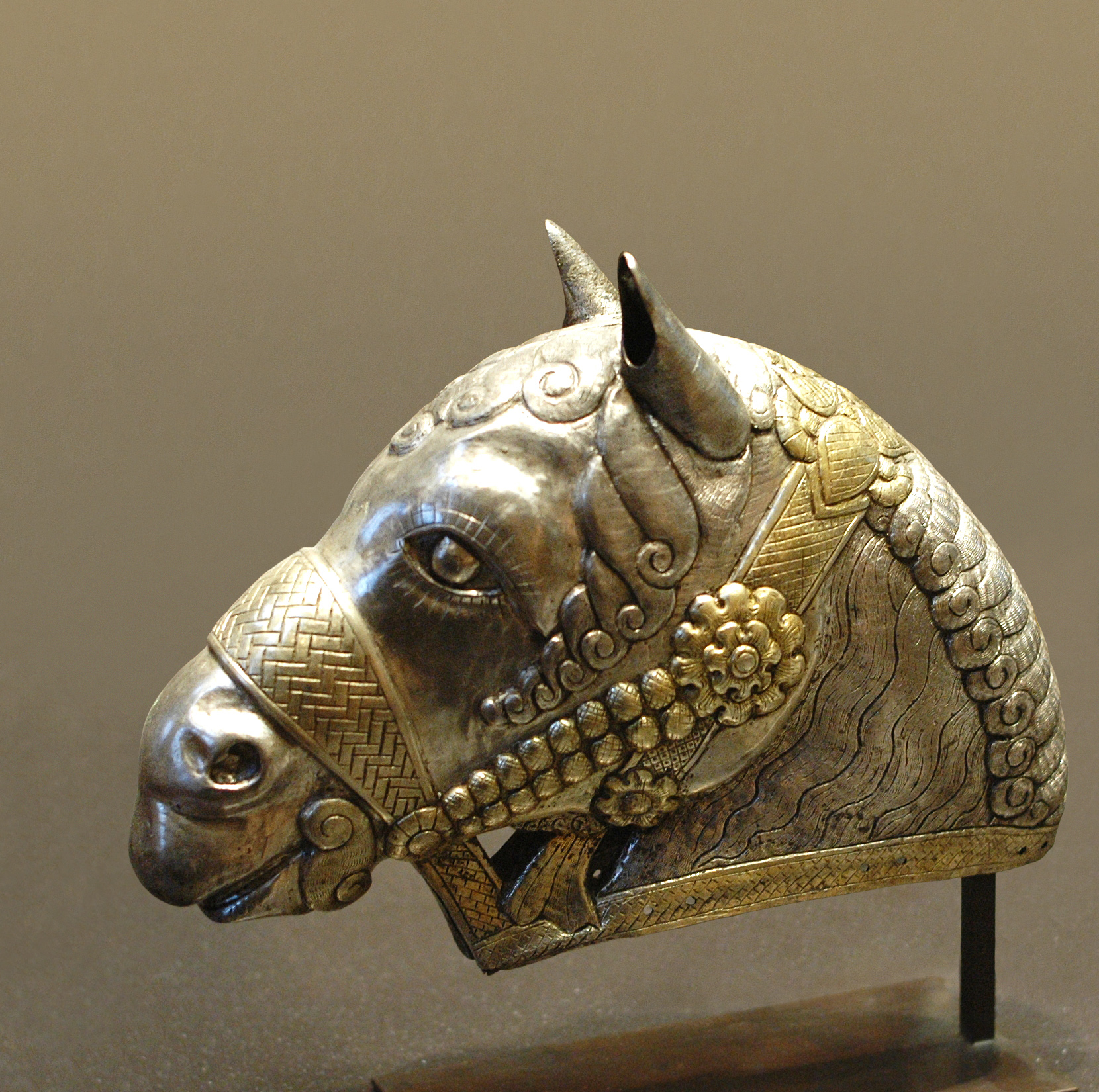
Hlava koně nalezená v Kermánu, vystavená v Louvre

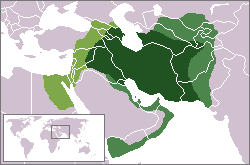
Sásánovská říše v době svého největšího rozsahu

Sásánovská říše měla původně téměř identickou rozlohu jako říše parthská, tj. její jádro tvořil Írán a Mezopotámie a zčásti zasahovala do dnešního Afghánistánu, Pákistánu, Turkmenistánu, Arménie, Turecka, Sýrie a Saúdské Arábie. K výraznější expanzi došlo teprve v 6. století, když král Husrav I. vytvořil z Jemenu a části Ománu perský vazalský stát a ovládl i rozsáhlé území ve Střední Asii, náležející do té doby říši Heftalitů. Výboje Husrava II. počátkem 7. století, které přivedly pod perskou nadvládu Egypt, Palestinu a část Malé Asie, měly jen přechodný efekt – byzantská říše tyto oblasti dobyla nazpět.
Hlavním městem zůstal za Sásánovců Ktésifón na Tigridu, přejmenovaný k poctě zakladatele dynastie Ardašíra I. na Veh-Ardašír (Ardašír je výborný). Vnitřní struktura říše byla podobně heterogenní jako v dobách Parthů, za Husrava I. lze však pozorovat náběhy k centralizaci. Z náboženského hlediska si sásánovští králové počínali mnohem méně tolerantně než jejich achaimenovští a arsakovští předchůdci – zejména za Šápúra II. proběhlo rozsáhlé pronásledování křesťanů. Státním náboženstvím se stal zarathuštrismus s poměrně složitou církevní organizací v čele s nejvyšším móbadem (veleknězem), posvátným spisem byla již kodifikovaná Avesta.
Sásánovská říše zanikla v letech 636–651 pod náporem arabské (muslimské) expanze, Írán se stal součástí chalífátu a byl v relativně krátké době islamizován. Přesto sásánovské tradice v oblasti přežívaly hluboko do středověku.

## Od pádu sásánovské říše k mongolské invazi

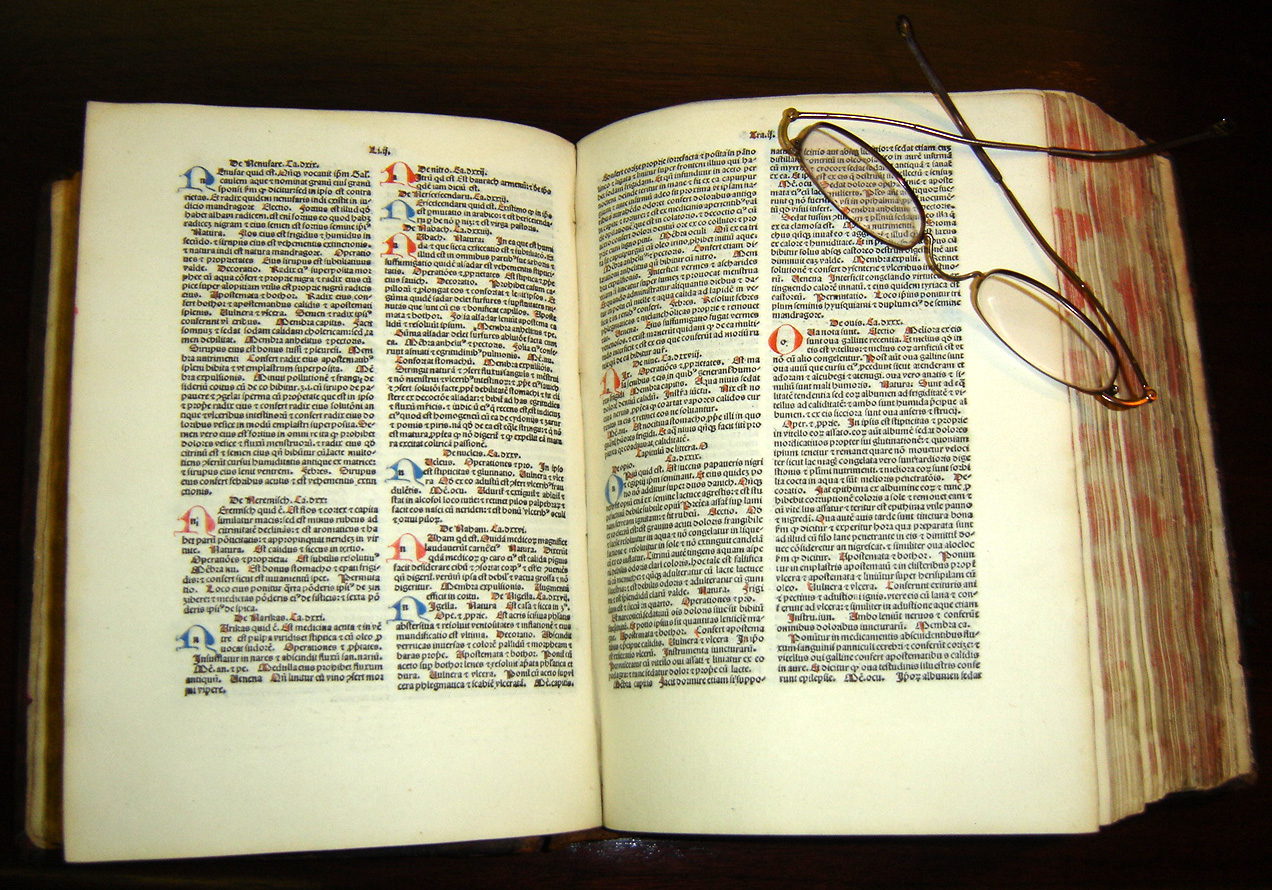
Latinská kopie Avicennova Kánonu medicíny, který sloužil v Evropě jako učebnice lékařství po sedm staletí

Mapa íránských dynastií v 10. století

Začlenění do rozsáhlé muslimské říše s centrem v Medíně a později v Damašku a Bagdádu neznamenalo pro íránské oblasti v žádném případě počátek úpadku. Naopak – perští úředníci a učenci hráli již v prvním století arabské nadvlády značnou roli ve státní administrativě, kterou původně polokočovní Arabové téměř postrádali. Skutečnost, že výraz vezír, označující prvního ministra, pochází z perštiny, není rozhodně náhodná.
Poměrně rychle získali Íránci v říši výjimečné politické postavení. Byl to Peršan Abú Muslim, kdo roku 747 zahájil vzpouru abbásovského rodu proti umajjovským chalífům, obviňovaným z příliš světského přístupu k vládním záležitostem. Arabští panovníci si často vybírali své ministry mezi Peršany a perským guvernérům se dostávalo značné autonomie. Roku 821 vyhlásil místodržitel Chorásánu Táhir ibn al-Husajn nezávislost a založil novou perskou dynastii Táhirovců (821–875). Další dynastie (Saffárovci a Zijárovci) měly sice stejně jako Táhirovci přechodný charakter, ale Írán byl opět pánem svého osudu.
Během 9. a 10. století proběhly také kulturní změny. Došlo k oživení perské národní identity, která se nestavěla proti identitě islámské, ale proti arabizaci muslimského světa. Toto období se zásluhou Persie a perských učenců stalo islámským zlatým věkem. Persie byla v té době světovým centrem vědeckého bádání, ať už šlo o filozofii, historii, matematiku, astronomii či medicínu. Tehdy získané poznatky později ovlivnily rozvoj evropské vědy v období renesance. Díky Avicennovi (Ibn Sína) se podařilo zachránit některá díla Aristotelova, jehož ideje pak hrály značnou roli v muslimském filozofickém myšlení.
Od 10. století přicházeli ze severozápadních provincií bývalé sásánovské říše turkitští vetřelci, kteří se stali dostatečně silnými na to, aby ovládli místní perské státečky. Jeden z jejich předáků, Mahmúd z Ghazny, založil rozlehlou říši s centrem v Isfahánu, ta však po jeho smrti opět zanikla. Noví vládci Seldžukové, kteří si podrobili území od Středozemního moře až po Střední Asii, obyčejně jmenovali Peršany svými vezíry a Persie se stala ohniskem silné kulturní aktivity.

## Mongolská invaze
Počátkem 13. století sjednotil Čingischán rozptýlené mongolské kmeny a zahájil expanzivní tažení do sousedních zemí. Roku 1218 překročil Altaj, protáhl přes východoíránské kraje (Chorásán), opanoval Persii a poté odtáhl na východ dobýt Indii a Čínu. Většina zemí, které si podmanil, se po staletí vzpamatovávala z krveprolití a zkázy, jež po sobě zanechal. Hülegü, jeden z dobyvatelových vnuků, založil v Persii tzv. říši ílchánů, státní útvar silně ovlivněný perskými vlivy. Jeho první vládci tíhli spíše ke křesťanství, nakonec však zcela pochopitelně převážil islám. Již kolem roku 1300 zažila říše první krizi.
Stát ílchánů existoval zhruba sto let a krátce po jeho rozkladu se v oblasti objevil nový dobyvatel – Tamerlán. Roku 1370 vstoupil do Íránu a během třiceti let dobyl Irák, Sýrii, část Malé Asie, jih Ruska a sever Indie. Předtím než stačil vtrhnout do Číny, však roku 1405 zemřel. Za své hlavní město si vybral Samarkand, ležící v dnešním Uzbekistánu.

## Safíovská říše

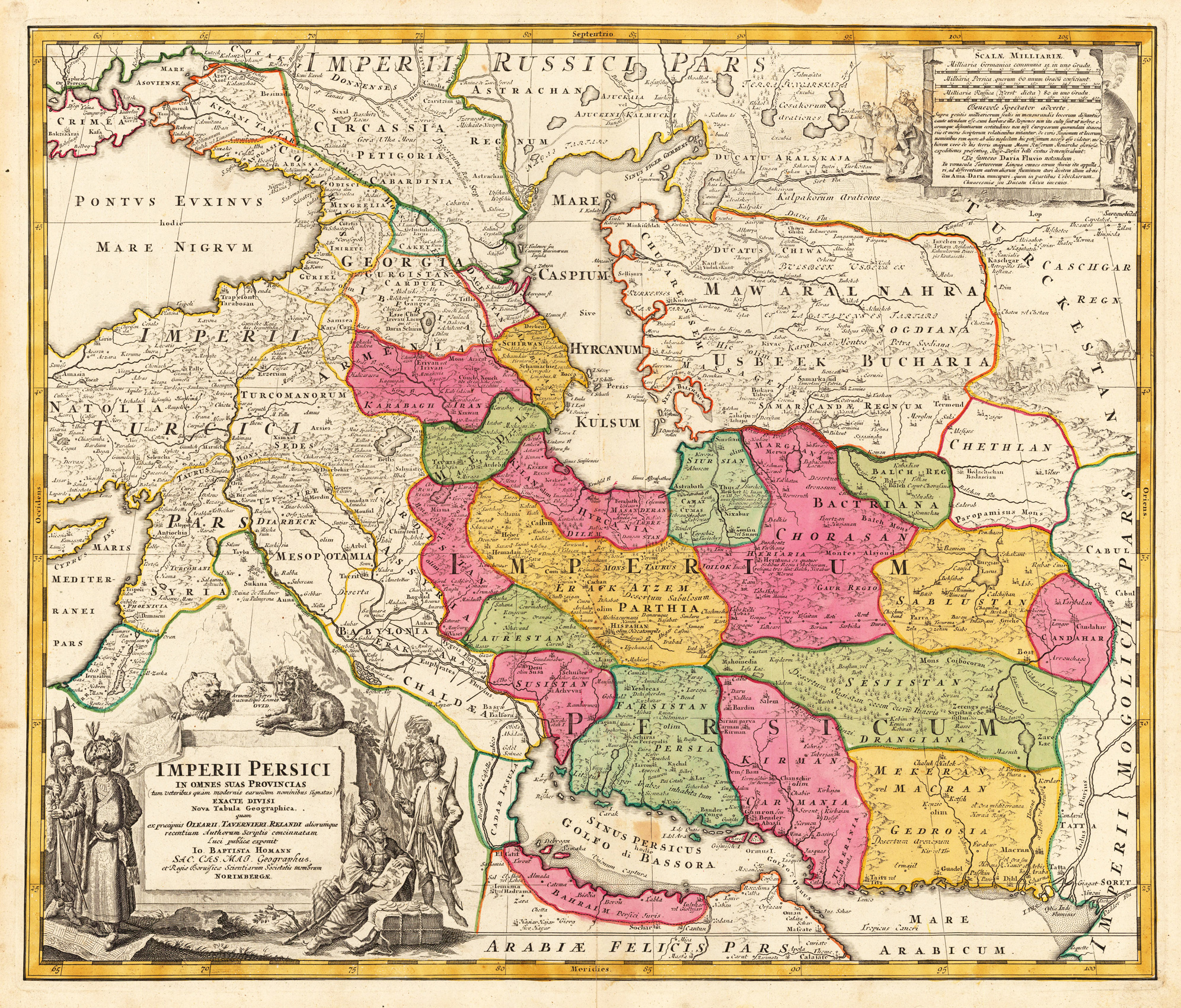
Mapa safíovské říše od Johanna Homanna (1664–1724)

Nového rozkvětu dosáhla Persie za Safíovců, šíitské dynastie, která odvozovala svůj původ od šajcha Safíuddína (1252–1334), zakladatele súfijského řádu. Jednomu z jeho potomků, Ismá‘ílovi (1487–1524), se roku 1501 podařilo dobýt Tabríz a svrhnout turkitskou dynastii Akkojunlu. Safíovská říše se brzy stala významnou regionální velmocí a důležitým protihráčem rodícího se osmanského impéria, se kterým pak po staletí vedla hraniční osmansko-perské války. Tahmásp I. (1524–1576) utrpěl sice v boji s Turky několik porážek a ztratil přitom kontrolu nad Irákem a Ázerbájdžánem, na východě se mu však podařilo odrazit Uzbeky, kteří ohrožovali perský Chorásán. V osobě Abbáse I. Velikého (1587–1629) pak získala safíovská říše vladaře, schopného prosazovat vnitřní reformy a bránit stát před vnějšími nepřáteli.
Za Abbásovy vlády byl roku 1601 obsazen Bahrajn, osmanští Turci vypuzeni po roce 1603 z Ázerbájdžánu, Arménie a Gruzie, a roku 1623 dokonce znovudobyt Irák včetně Bagdádu, čímž se dostala pod perskou kontrolu posvátná šíitská města Nadžaf a Karbalá. Kromě toho odrazil šáh kolem roku 1595 vpády uzbeckého vládce Abdulláha II. do Chorásánu, tentokrát s konečnou platností. Obratnou hospodářskou politikou, kterou prosazoval, se zvýšilo bohatství a zdroje země, což umožnilo nejen vytvoření silného vojska, ale i velkolepou přestavbu hlavního safíovského města Isfahánu.
Po Abbásově smrti však centrální moc opět upadla, a třebaže Abbás II. (1642–1666) docílil přechodně konsolidace poměrů, na počátku 18. století zažila Persie hospodářský i politický sestup. Panství Safíovců nakonec ukončili roku 1722 Afghánci, kteří dobyli Isfahán a svrhli slabého šáha Husajna.

## Afšárovská a kádžárovská dynastie

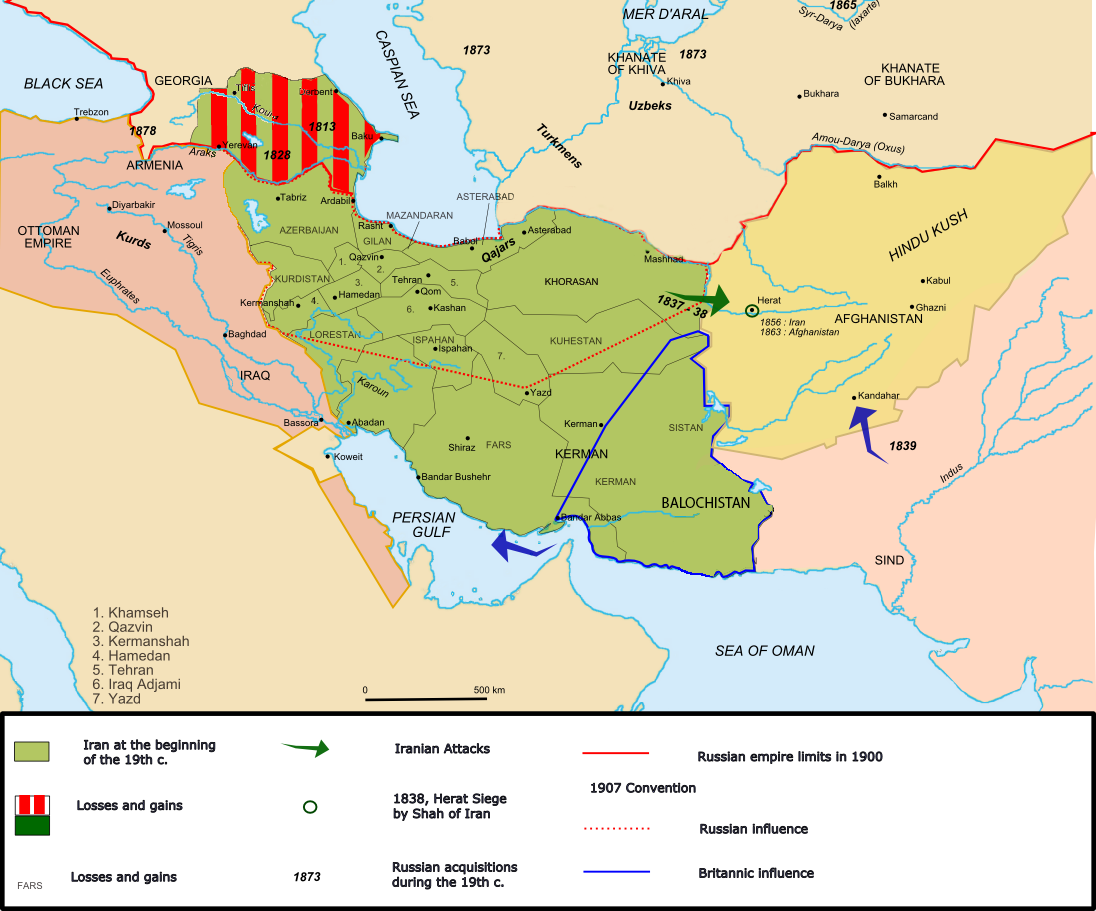
Mapa Íránu pod vládou Kádžárovců

Roku 1730 vyhnal Tahmáspkulí Chán z turkitského kmene Afšárů afghánské rebely a o šest let později se prohlásil pod jménem Nádir Šáh novým vládcem Persie. Během jeho vlády proběhlo tažení do Indie, odkud se Peršané vrátili s obrovskou kořistí (zvláště Paňdžáb utrpěl značné škody), pokusy o zapojení šíitské většiny obyvatelstva do islámské ortodoxie však ztroskotaly.

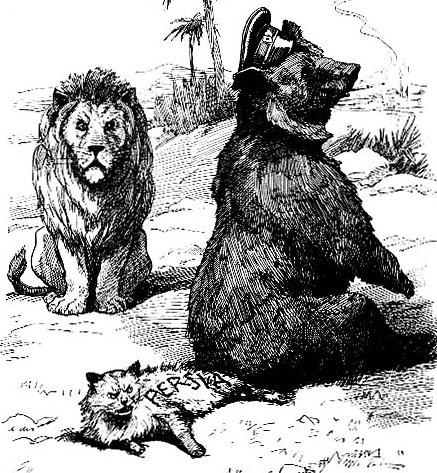
"Jako mezi přáteli" (ruský medvěd a britský lev o Persii, karikatura časopisu Punch z 13. 12. 1911)

V roce 1747 byl Nádir Šáh zavražděn a jeho místo fakticky zaujal Karím Chán (1750–1779) z málo významného lúrského kmene Zend, i když nikdy nepřijal titul šáha (Nádirův vnuk Šáhruch udržel v moci Afšárovců jen Chorásán). Za své hlavní město si Karím Chán, jehož vláda přinesla zemi mír a prosperitu, vybral Šíráz. Karíma Chána vystřídala u moci dynastie Kádžárovců, stejně jako Afšárovci turkitského původu, jejímž zakladatelem byl eunuch Agá Muhammad Chán (1779–1797). Léta 1722–1723, 1796, 1804–1813 a 1826–1828 byla obdobím vleklé rusko-perské války, která skončila 2. února 1828 dohodou z Torkamánčáj.
Persie se za téměř stopadesátileté vlády nové dynastie stala postupně kolbištěm zápasu mezi Ruskem a Británií o vliv v regionu, navzdory těmto tlakům si však Kádžárovci udrželi svou suverenitu až do převratu v letech 1924/1925 – jejich říše se nikdy nestala evropskou kolonií, na rozdíl např. od Indie. Přesto však moc šáhů, sídlících nyní v Teheránu, ztratila mnoho ze svého lesku.
Za Kádžárovců se objevily první snahy o omezení panovnické moci, které vyvrcholily v letech 1905–1911 tzv. konstituční revolucí. V říjnu 1906 musel šáh Muzaffaruddín svolat pod tlakem opozičních shromáždění (bast) první perský parlament (madžlis), přičemž následný boj mezi šáhem a parlamentem způsobil v zemi těžké zmatky. Nakonec si vládu uzurpoval bývalý kozácký důstojník Rezá Chán, který roku 1925 sesadil Kádžárovce Ahmada Šáha Kadžára a byl prohlášen jeho nástupcem 12. prosince 1925, kdy se íránský Majlis (parlament) sešel jako ústavodárné shromáždění a během jeho pobytu ve Francii sesadil mladého Ahmada Šáha Kadžára, posledního vládce z dynastie Kádžárovců, jehož pozici extrémně oslabil vojenský převrat a který nebyl schopen zastavit zásahy do íránské suverenity ze strany Spojeného království a Sovětského svazu, a formálně jej tak odstavil od moci a novým šáhem nového císařského státu Persie (Íránského císařství) prohlásil Rezu Šáha. Dynastii, kterou založil, nazval Rezá Chán starobylým jménem Pahlaví a v roce 1935 požádal zahraniční delegáty, aby při oslovování země ve formální korespondenci začali místo exonyma Persie používat koncovku Írán.

## Moderní Írán: Od Pahlavího éry k Chomejního revoluci
Autokrat a příznivec reforem Rezá Šáh zahájil výstavbu moderního průmyslu, železniční sítě a vzdělávacích institucí a roku 1935 změnil oficiální název státu na Írán. Za jeho vlády ustoupilo do pozadí tradiční balancování šáhů mezi zájmy Ruska a Velké Británie, které nahradil příklon k zemím, dosud nepříliš zainteresovaných v íránských záležitostech (šlo zejména o Německo). Po vypuknutí druhé světové války vedla proněmecká politika Íránců k tomu, že se SSSR i Británie začaly vážně obávat o své pozice v oblasti.
Dne 24. srpna 1941 vtrhla sovětská a britská vojska do Íránu, oficiálně neutrálního státu, a donutila Rezu Šáha k rezignaci ve prospěch mladého prince Muhammada Rezy Pahlavího. Sám Rezá odešel do exilu, kde roku 1944 zemřel. Ve dnech 28. listopadu až 1. prosince 1943 se konala v íránském hlavním městě Teheránská konference za účasti Roosevelta, Churchilla a Stalina. Okupační jednotky zůstaly v zemi po celou dobu války.
Roku 1951 jmenoval šáh předsedou vlády nacionalistického politika dr. Muhammada Mosaddeka, jehož vzápětí potvrdil i parlament. Mosaddek se stal enormně populárním znárodněním Anglo-íránské ropné společnosti (Anglo-Iranian Oil Company, později British Petroleum), kontrolující těžbu ropy v zemi, čímž ovšem zároveň vznikla takzvaná íránská krize: V reakci na znárodnění uvalila Británie embargo na íránskou ropu a začala osnovat svržení Mosaddeka. Členové britské Secret Intelligence Service přesvědčovali USA v čele s prezidentem Eisenhowerem, že Mosaddeka drží u moci íránská komunistická strana Túde. Roku 1953 prezident Eisenhower schválil operaci Ajax zaměřenou proti Mosaddekovi, jejíž provedení bylo svěřeno CIA.
Navzdory mnoha obtížím, jimž CIA čelila, se Kermitu Rooseveltovi mladšímu z americké ambasády v Teheránu podařilo tajnou operaci uvést do chodu. Byli najímáni Íránci, aby protestovali proti Mosaddekovi a sráželi se s premiérovými přívrženci. Zastánci a odpůrci monarchie se násilně napadali v ulicích, přičemž zahynulo téměř tři sta osob; samotnému šáhovi nezbylo nic jiného než uprchnout do exilu. Krize vyvrcholila státním převratem, v jehož průběhu ostřelovaly tankové jednotky, podporující šáha, soukromý dům předsedy vlády. Mosaddek se vzdal a byl zatčen 19. srpna 1953. Byl souzen pro velezradu a odsouzen ke třem letům vězení.
Muhammad Rezá Pahlaví se vrátil k moci posílený a jeho vláda se v následujících letech stávala čím dál více autokratickou. Se silnou podporou USA a Británie modernizoval šáh íránský průmysl, ale zároveň potíral všechny formy politické opozice svou tajnou policií SAVAK. Ájatolláh Rúholláh Chomejní se stal aktivním kritikem šáhovy „bílé revoluce“ a veřejně odsuzoval vládu. Chomejní, populární v náboženských kruzích, byl zatčen a vězněn po 18 měsíců. Po svém propuštění v roce 1964 pak veřejně kritizoval vládu Spojených států. Šáh na popud generála Hasana Pákrávána poslal Chomejního do exilu, aby ho zbavil domácí základny. V Turecku a poté v Iráku pokračoval ajatolláh v ostré kritice šáhovy politiky.

## Islámská revoluce a íránsko-irácká válka
Od konce roku 1977 začaly v Íránu nabývat na intenzitě protesty proti šáhovi a jeho autokratické světské prozápadní politice. V prosinci 1978 vyšly do ulic milióny lidí, což zcela paralyzovalo chod ekonomiky – krize se vyhrotila. Šáh opustil zemi v půli ledna 1979 a o dva týdny později se vrátil z exilu ájatolláh Chomejní za vášnivých ovací davů. Konečný pád starého režimu přišel 11. února 1979, kdy guerilly povstalců zvítězily nad jednotkami pravidelné armády v tvrdých pouličních bojích. Poté, co se většina Íránců vyslovila v referendu pro zřízení islámské republiky, byla 1. dubna oficiálně proklamována nová forma státního uspořádání.
Revoluce z roku 1979 byla šíitsko-islámská a přeměnila Írán v konzervativní teokratický stát. Ukončila blízké politické, sociální a kulturní vztahy s Evropou i USA. Chomejní se svými stoupenci usiloval o realizaci vize islámského státu, založeného především na právu šaría. V unikátní íránské teokratické ústavě je zakotvena funkce duchovního vůdce, rahbara, který má silnější pozici než nominální hlava státu, prezident. Prvním duchovním vůdcem se stal Chomejní.
Z hlediska lidských práv si nový režim počínal nemilosrdně. Veškerá opozice byla umlčena, řada intelektuálů uvězněna a ženám bylo nařízeno nosit šátek. K tomu přistupovala i nenávistná rétorika vůči domnělým nepřátelům islámu, doma i v zahraničí.
Vztahy mezi Íránem a USA se po revoluci staly hluboce nepřátelskými. Dne 4. listopadu 1979 se skupina islámských bojovníků vydávajících se za studenty zmocnila personálu amerického velvyslanectví v Teheránu a obsadila areál ambasády. Jejich mluvčí jako důvod udali, že tamní zaměstnanci chystali svržení revoluční vlády, stejně jako to CIA udělala roku 1953 Muhammadu Mosaddekovi. Íránská vláda včetně Chomejního se za bojovníky postavila a předložila USA řadu požadavků, mj. i žádost o vydání šáha, který tehdy pobýval ve Spojených státech. Nakonec byla část rukojmí propuštěna, zbylých 52 osob však bylo drženo v zajetí až do ledna 1981, kdy došlo k dohodě urovnávající íránsko-americké finanční pohledávky. Snahy americké administrativy osvobodit rukojmí dříve ztroskotaly (viz Americká rukojmí v Íránu).

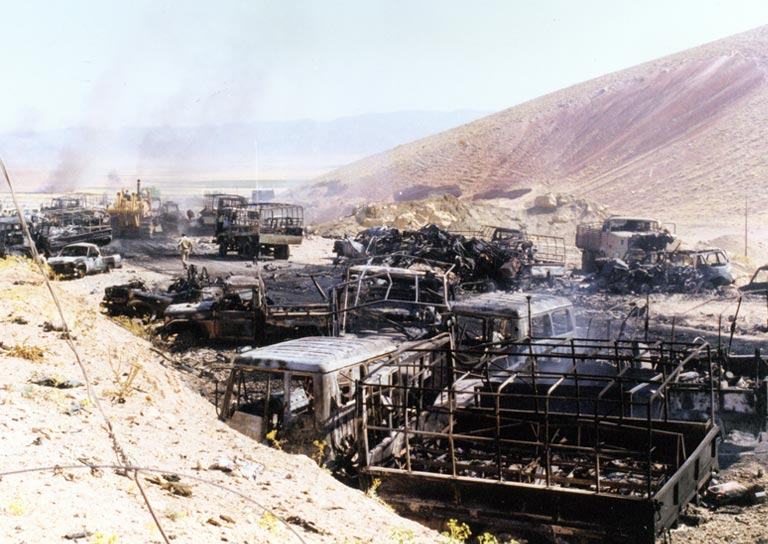
Íránsko-irácká válka trvala osm let

Mezitím propukl konflikt se sousedním Irákem, jemuž předcházela řada provokací na obou stranách. Irácký vůdce Saddám Husajn si od něj sliboval posílení pozice své země v regionu, teheránští činitelé zase popichovali irácké šíity proti světské vládě v Bagdádu a snažili se vyvézt revoluci do zahraničí. Formální záminkou k válce se stalo užívání důležité vodní cesty na řece Šatt al-Arab, tedy o revizi tzv. alžírské smlouvy z roku 1975. Podle ní měla svrchovaná práva na využívání toku připadnout Íránu, pokud jeho představitelé přestanou podporovat kurdské povstalce na severu Iráku.
Válka začala 2. září 1980 iráckým útokem na Chúzistán, provincii obývanou íránskými Araby, od nichž si Bagdád sliboval podporu. Přestože se jednotkám Saddáma Husajna zpočátku dařilo využít své převahy a momentu překvapení, do roku 1982 íránští bojovníci vytlačili iráckou armádu zpátky za hranice. Chomejní odmítl příměří nabídnuté Irákem a požadoval velké odškodnění, sesazení Saddáma Husajna a jeho souzení za zločiny proti lidskosti. Dalších šest let pak probíhaly zdlouhavé boje, provázené útoky na tankery v Perském zálivu, a teprve roku 1988 se Chomejní rozhodl „vypít otrávený pohár“ a přistoupit na příměří zprostředkované Spojenými národy.
Během íránsko-irácké války byly zabity tisíce íránských civilistů a vojáků iráckými chemickými zbraněmi. Irák finančně a materiálně podporovaly mnohé země - Egypt, arabské státy v Perském zálivu, Sovětský svaz a země Varšavské smlouvy (včetně ČSSR), Spojené státy (od roku 1983), Francie, Velká Británie, SRN, Brazílie a Čína (která však prodávala zbraně také Íránu). Tyto státy poskytovaly Iráku i know-how, zpravodajské informace, komponenty pro chemické zbraně a další druhy vojenské pomoci. Hlavními spojenci Íránu byly Sýrie, Libye a Severní Korea. S více než 100 000 oběťmi chemických zbraní je Írán na druhém místě žebříčku zemí nejvíce postižených zbraněmi hromadného ničení – hned po Japonsku. Celkový počet íránských obětí války se odhaduje na 500 000–1 000 000.

## Současný vývoj
Rúholláh Chomejní zemřel nedlouho po ukončení íránsko-irácké války v roce 1989 a jeho nástupcem se překvapivě stal Alí Chameneí, mající v šíitské hierarchii spíše nižší postavení. Chameneímu od počátku chyběla autorita mezi islámským duchovenstvem a charisma vůdce, třebaže byl ihned jmenován ájatolláhem. Na významu naopak získal úřad prezidenta, na nějž přešly pravomoci zrušené funkce předsedy vlády – v červenci 1989 jím byl zvolen Alí Akbar Hášemí Rafsandžání.
V íránském vedení převážili v devadesátých letech pragmatici, kteří kladli důraz na rozvoj ekonomiky a snažili se vymanit zemi z mezinárodní izolace, způsobené tvrdou islamistickou rétorikou z předchozích let. Díky nim se Írán vyhnul účasti na válce v Perském zálivu, konfliktu, který postavil nepřátelský Irák takřka proti celému světu. Konzervativní část íránských politiků sice nadále zdůrazňovala své obavy, že úvěry a investice ze zahraničí mohou přivést Írán do závislosti na Západu a ohrozit samotné základy revoluce, ale jejich hlas měl mnohem menší váhu než v dřívější době. O tom, jak smýšlí íránská veřejnost, dosud z rozhodovacího procesu v podstatě vyloučená, podaly důkaz prezidentské volby z roku 1997, v nichž s přehledem zvítězil umírněný duchovní Muhammad Chátamí, někdejší ministr kultury. Chátamímu se postupně podařilo prosadit některé reformy (větší svoboda tisku atd.), rozsáhlejším změnám však bránila vlivná Rada dohlížitelů, složená převážně z konzervativců. Tento pat nezměnily ani parlamentní volby v roce 2000, v nichž opět triumfovaly proreformní síly.
Neschopnost reformistů prosadit demokratizaci společenského uspořádání vedla v Íránu k jisté rezignaci, projevující se nízkou účastí ve volbách. Roku 2004 se parlamentních voleb zúčastnilo jen 50,7 % oprávněných voličů, přičemž Rada dohlížitelů předtím ještě vyškrtla z kandidátních listin 2500 osob, zejména z řad reformistů. Chátamího druhé prezidentské období končilo roku 2005 a o úřad prezidenta začal znovu usilovat Rafsandžání, který se navenek prezentoval v reformistickém a otevřeném duchu. Ale Rafsandžánímu se nepodařilo získat v prvním kole voleb většinu a do druhého kole tak postoupil spolu s ním úřadující starosta Teheránu Mahmúd Ahmadínežád, známý svými tvrdými výroky na adresu Izraele a Západu. Ahmadínedžád získal v druhém kole 62 % hlasů a stal se šestým prezidentem Íránu.
Od Ahmadínedžádova zvolení vzrůstá napětí mezi Íránem a Spojenými státy, především v souvislosti s íránským jaderným programem. Teheránští představitelé tvrdí, že jejich výzkum jaderné energie nikoho neohrožuje, administrativa ve Washingtonu však věří v opak. Na krizi ve vzájemných vztazích ukazuje i fakt, že Írán se během několika posledních let zbavil 85 % svých dolarových rezerv, které vyměnil za euro a japonský jen. Začátkem prosince 2006 provedl Ahmadínedžád restrikce v používání internetu v zemi.
Dne 14. března 2008 se konalo první kolo parlamentních voleb, v němž konzervativci díky volebním manipulacím získali absolutní většinu hlasů. Druhé kolo 26. dubna jen potvrdilo dosavadní výsledek (rozdělovalo se v něm 82 poslaneckých křesel). Volební účast byla v prvním kole asi šedesátiprocentní, v druhém kole se však k urnám dostavilo jen 26 % oprávněných voličů.